# Ernesto Muyshondt

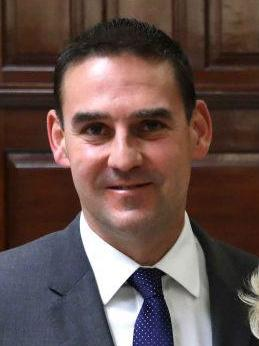
Ernesto Muyshondt

Ernesto Luis Muyshondt García-Prieto (* 30. August 1975 in San Salvador) ist ein salvadorianischer Geschäftsmann, Politiker und Mitglied der Partei Nationalistische Republikanische Allianz (ARENA). Von 2018 bis 2021 war er Bürgermeister von San Salvador, der Hauptstadt und größten Stadt El Salvadors. Zuvor war er von 2015 bis 2018 Abgeordneter der Legislativversammlung von El Salvador. Seit Juni 2021 ist er wegen des Verdachts auf Wahlbetrug  und Unterschlagung inhaftiert.

## Leben

### Jugend und Ausbildung
Ernesto Muyshondt wurde am 30. August 1975 in San Salvador geboren. Er ist der Sohn von Ernesto Muyshondt Parker und María Antonieta García-Prieto de Muyshondt. Sein Vater war einer der wichtigsten Baumwollbauern des Landes und wurde während des Bürgerkriegs mehrfach von der Guerilla angegriffen, die seine Besitztümer wie Kaffeemühlen, Erntetraktoren und Begasungsflugzeuge in Brand setzten. Er war auch mit dem Gründer von ARENA, Roberto d’Aubuisson, befreundet, der ihn während des Krieges unterstützte und beschützte.
Muyshondt erwarb seinen Highschool-Abschluss und sein US-Diplom an der American School of El Salvador. Im Alter von 17 Jahren begann er sein Universitätsstudium und erwarb einen Bachelor-Abschluss in Rechtswissenschaften an der Universität Dr. José Matías Delgado in Antiguo  Cuscatlán. Er erwarb einen Master-Abschluss in Betriebswirtschaft an der INCAE Business School und ein Diplom in Bankwesen und Finanzen an der  Higher School of Economics and Business (ESEN) in Santa Tecla.
Im Alter von 21 Jahren musste Ernesto Muyshondt als Ältester das Familienunternehmen übernehmen, nachdem auf seinen Vater ein Attentat verübt worden war, bei dem er von einer Kugel in den Kopf getroffen wurde, die sein Gehirn durchschlug. Der Vater überlebte, blieb aber behindert.

### Politische Karriere
Bevor er zum Bürgermeister gewählt wurde, war Muyshondt Mitglied des salvadorianischen Parlaments, dessen Sekretär der politischen Kommission und Direktor für Außenbeziehungen des Nationalen Exekutivrats der Nationalistischen Republikanischen Allianz.
Im Jahr 2017 wurde der amtierende Bürgermeister von San Salvador, Nayib Bukele, aus der Partei Frente Farabundo Martí para la Liberación Nacional (FMLN) ausgeschlossen. Bukele kündigte daraufhin an, eine neue Partei zu gründen und bei den salvadorianischen Präsidentschaftswahlen 2019 zu kandidieren. Der politische Umbruch erfolgte weniger als sechs Monate vor den salvadorianischen Kommunalwahlen 2018, bei denen die Wähler einen neuen Bürgermeister von San Salvador wählen sollten.
Die rechtsgerichtete Nationalistische Republikanische Allianz (ARENA) wählte Ernesto Muyshondt, zu dieser Zeit Abgeordneter der Legislativversammlung von El Salvador zu ihrem Kandidaten. Die regierende FMLN, die das Amt des Bürgermeisters innehatte, bis sie Bukele aus der Partei ausschloss, wählte Jackeline Rivera, eine Abgeordnete der Nationalversammlung aus Cuscatlán und ehemalige Kindersoldatin während des salvadorianischen Bürgerkriegs, zu ihrer Bürgermeisterkandidatin. Beobachter gingen schon im Vorfeld von einem Wahlsieg Muyshondts aus. Muyshondt besiegte Rivera bei der Bürgermeisterwahl am 4. März 2018 mit großem Abstand. Er erhielt 88.194 Stimmen bzw. 61,2 %, während Rivera mit 39.736 Stimmen bzw. 27,61 % weit abgeschlagen den zweiten Platz belegte.
Muyshondt wurde am 1. Mai 2018 in sein Amt als Bürgermeister von San Salvador eingeführt.
Schon zu dieser Zeit galt Muyshondt als politischer Verbündeter Bukeles, was sich darin  manifestierte, dass er zwei Senatoren aus Bukeles Amtsperiode übernahm, die später in der Präsidentschaft Bukeles eine wichtige Rolle  spielten: Suecy Callejas und Yamil Bukele, den Halbbruder Bukeles. Suecy Callejas blieb bis 2019 Kultursenatorin unter Muyshondt und wurde dann Kultusministerin, sowie 2021 Vizepräsidentin des Kongresses von El Salvador. Sie gilt als eine der wichtigsten politischen Akteure der Präsidentschaft Bukele. Yamil Bukele blieb bis 2019 Sportsekretär in San Salvador wechselte dann als Sportfunktionär in die Regierung Bukeles.
Ebenso unterstützte Muyshondt Bukele mit Mitteln  des Haushaltes der Stadt San Salvador bei seinem Präsidentschaftswahlkampf und unterstützte, in seiner Eigenschaft  als Bürgermeister der Landeshauptstadt, Bukele, massiv als es um die Umsetzung einiger umstrittene Maßnahmen ging, die Bukele während der COVID-19-Pandemie ergriffen hatte. Ebenso begleitete er Bukele, in dessen Privatflugzeug, auf einer privaten Reise nach New York.
Bei den Parlamentswahlen im Februar 2021 verlor Muyshondt die Wiederwahl zum Bürgermeister von San Salvador gegen den Kandidaten von Nuevas Ideas, Mario Durán.

### Inhaftierung
Am 4. Juni 2021 wurde Muyshondt wegen des Verdachts auf Wahlbetrug und illegale Verhandlungen mit den Maras, sowie der Verletzung seiner Aufsichtspflicht als Bürgermeister von San Salvador unter Hausarrest gestellt.
Konkret wurde ihm vorgeworfen Wählerstimmen für die Präsidentschaftswahlen 2014 für den Präsidentschaftskandidaten von ARENA, Norman Quijano, bei Treffen mit Bandenbossen gekauft zu haben. Ferner sollen 2020, in seiner Amtszeit als Bürgermeister von San Salvador, Steuern in Höhe von 275.000 US-Dollar, der Mitarbeiter der Stadtreinigung, mit seiner Duldung, nicht rechtzeitig an das Finanzministerium abgeführt worden sein. Weitere 5,2 Millionen US-Dollar Sozialabgaben städtischer Mitarbeiter sollen, ebenfalls unter seiner Duldung, erst verspätet an die jeweiligen Institutionen abgeführt worden sein, um Finanzierungslücken beim Umbau des Rathauses von San Salvador zu decken.
Am 6. Juni 2022, während einer Anhörung gegen ihn, gab Muyshondt zu Protokoll, im Gefängnis von Moiriana in drei Fällen so heftig misshandelt worden zu sein, dass er auf Grund akuter Lebensgefahr in ein Krankenhaus gebracht werden musste.
Am 25. Januar 2023 wurde er nach einem längeren Hungerstreik in ein Krankenhaus eingeliefert. Am 9. August wurde Muyshondt von der Staatsanwaltschaft von dem Vorwurf der Unterschlagung der Steuergelder der Bediensteten der Stadtreinigung freigesprochen, jedoch legte die Generalstaatsanwaltschaft gegen dieses Urteil Einspruch ein. Am 19. Oktober 2023 sollte die gesetzliche Frist, nach der ein Gefangener, der zwei Jahre ohne Urteil inhaftiert ist, freigelassen werden muss, für Muyshondt ablaufen. Einen Tag vor Ablauf dieser Frist, am 18. Oktober 2023, wurde er in ein psychiatrisches Krankenhaus verlegt. Öffentlich begründet wurde die Maßnahme nicht. Ein Ende Oktober 2023 von dem Gericht in der Psychiatrie angeforderten Bericht über den Gesundheitszustand Muyshondt lag auch zum Jahresende 2023 nicht vor.
Eine geplante Neuaufnahme des Prozesses gegen Muyshondt wurde auf Mai 2024 verschoben, jedoch bis Juli 2024 erneut zweimal verschoben und auf September 2024 terminiert.
Aufgenommen  wurde der Prozess  erst im Dezember 2024. Muyshondt beschuldigte den Direktor des psychiatrischen Krankenhauses, ihn physisch und psychologisch gefoltert zu haben. Das Gericht ordnete daraufhin eine medizinische Untersuchung an, um diese Anschuldigungen zu überprüfen. Am 28. Februar 2025 wurde Muyshondt zu einer vierjährigen Gefängnisstrafe wegen Amtsmissbrauch während seiner Amtszeit als Bürgermeister von San Salvador verurteilt. Zwei seiner bis dahin abgessenen Haftzeit von drei Jahren wurden ihm hierbei angerechnet. Das verbliebene dritte Jahr, bezog sich, laut Ansicht des Gerichts, auf ein noch nicht verhandeltes Delikt, wegen illegalen Absprachen mit kriminellen Banden und wurde deswegen nicht angerechnet.

## Privates
Der Cousin von Ernesto Muyshondt, Alejandro  Muyshondt, war für Nayib Bukele während dessen Präsidentschaft als Sicherheitsberater tätig. Im August 2023 wurde er inhaftiert und wegen Spionage angeklagt. Er verstarb im Februar 2024 in Haft. Als Todesursache wurde Folter vermutet.